# Villemanoche
Villemanoche is een gemeente in het Franse departement Yonne (regio Bourgogne-Franche-Comté) en telt 610 inwoners (1999). De plaats maakt deel uit van het arrondissement Sens.

## Geografie
De oppervlakte van Villemanoche bedraagt 14,4 km², de bevolkingsdichtheid is 42,4 inwoners per km².
De onderstaande kaart toont de ligging van Villemanoche met de belangrijkste infrastructuur en aangrenzende gemeenten.

## Demografie
Onderstaande figuur toont het verloop van het inwonertal (bron: INSEE-tellingen).